# Manutschehr Mehrnusch
|  | Dieser Artikel wurde aufgrund von formalen oder inhaltlichen Mängeln in der Qualitätssicherung Biologie zur Verbesserung eingetragen. Dies geschieht, um die Qualität der Biologie-Artikel auf ein akzeptables Niveau zu bringen. Bitte hilf mit, diesen Artikel zu verbessern! Artikel, die nicht signifikant verbessert werden, können gegebenenfalls gelöscht werden. Lies dazu auch die näheren Informationen in den Mindestanforderungen an Biologie-Artikel. |

Manutschehr Mehrnusch (persisch منوچهر مهرنوش; * 18. September 1933 im Iran) ist ein iranisch-deutscher Paläontologe.
Er war Chef der paläontologischen Abteilung von Geological Survey of Iran, Stipendiat der Alexander von Humboldt-Stiftung, Professor an den Universitäten Täbris, Teheran, Frankfurt und Mainz.
Mehrnusch lebt heute in Gemünden im Hunsrück.

## Schriften
- 1965: Die Grenze Schleichsand/Cyrenenmergel (Mittel/Oberoligozän am Klopp-Berg und am Petersberg). Notizbl.hess.L.-Amt Bodenforsch 93, S. 187–192, 3 Tab. Wiesbaden.
- 1968: Cretaseous of Esfahan Area.- Geol.Surv.Iran, Note No. 76, p. 1–13, pls. I-VII text-figs 3, Tehran.
- 1973: Eine Orbitoliniden-Fauna aus der Unterkreide von Esfahan (Zentraliran).- N. Jb. Geol. Paleont. Mh-Jg. H. 6, S. 344–382, 14 Fig., Stuttgart.
- 1977: selected Microfauna of Iran.- p.551, pl.192, fig. 551. Report No. 33, 1977, Tehran.
- 1983: Vertreter der Gattung Loftusia (Foraminifera) aus dem Ober-Maastrichtium des Neyriz-Gebietes (Zagros, SW Iran).- Jb. Geol. Paleont. Mh. H., S. 691–699, 2 Taf., 4 Tab., 6 Abb., Stuttgart.
- 1985: Die Bolivinen (Foraminifera) der Oberen Cerithien-Schichten im Mainzer Becken.- Mainzer.geowiss. Mitt., 14, S. 369–399, Mainz.
- 1987: Bolivina besrichi REUSS (Foraminifera) und ihre ökotypischen Varianten im Oligozän Europas.- N.Jb. Geo. Paleont., Festschr. SONNE, Mh. H. 11, S. 667–678, Stuttgart.
- 1989a: Die Bolivinen (Foraminifera) des Oligozäns im Mainzer Becken.- Mainzer geowiss Mitt. 18, S. 49–67, Mainz.
- 1989b: Die Bolivinen (Foraminifera) der Corbicula –und Hydrobienschichten im Mainzer Becken.-(Miozän) im Mainzer Becken.- Mainzer geowiss. Mitt., 18, S. 77–90, Mainz.
- 1990: Die Bolivinen (Foraminifera) der Mittleren Pechelbronn-Schichten (Latdorfium) im Mainzer Becken und im Oberrheingraben.-Mainzer geowiss. Mitt. 19, S. 129–150, Mainz.
- 1991: Die Bolivinen (Foraminifera) des Tertiärs (Rupelton bis Hydrobienschichten) im Oberrheingraben und in der Wetterau.- Mainzer geowiss. Mitt. 20, S. 55–74, Mainz.
- 1993: Morphologische und strukturelle Merkmale einiger Bolivinen (Foraminifera). Diskussion des taxonomischen Status von Afrobolivina, Brizalina, Bolivina und verwandten Taxa.- Paläont. Z. 67, ½, S. 3–19, 45 Abb., Stuttgart.
- 1993: Die Bolivinen (Foraminifera) des Oligo-Miozäns der Niederrheinischen Bucht.- Mainzer geowiss. Mitt.,22, S. 159–210, Mainz.
- 1998: Die Bolivinen (Foraminifera) des Melanientons (Oligozän der Hessischen Senke, Deutschland).- Mainzer naturwiss. Archiv/Beiheft Festschr. ROTHAUSEN, 21, S. 77–91, Mainz.
- 1999: Die Bolivinen (Foraminifera) der Latdorf-Schichten in der Egelner Südmulde (Subherzynisches Becken, Sachsen-Anhalt).- Mainzer geowiss. Mitt., 28, S. 85–110, Mainz.
- 2000: Die tertiären Bolivinen (Foraminifera) im Nordsee-Becken.- Mainzer geowiss. Mitt., 29, S. 47–96, 1 Abb. 5 Taf., Mainz.